# Derek Kevan
Derek Tennyson Kevan (ur. 6 marca 1935 w Ripon, zm. 4 stycznia 2013 w Birmingham) – angielski piłkarz występujący podczas kariery na pozycji napastnika.

## Kariera klubowa
Derek Kevan piłkarską karierę rozpoczął w trzecioligowym Bradford Park Avenue w 1952. W lutym 1953 za sumę 2 tys. funtów został kupiony przez pierwszoligowy West Bromwich Albion. Na debiut musiał czekać do sierpnia 1955, kiedy to wystąpił w wygranym 2-0 meczu z Evertonem. W sezonie 1961/62 strzelając 32 bramki wspólnie z Rayem Crawfordem został królem strzelców Division One. W latach 1955–1963 w barwach Drozdów rozegrał w 262 spotkania, w których zdobył 157 bramek.
W marcu 1963 za sumę 50 tys. funtów przeszedł do drugoligowej Chelsea. W barwach The Blues nie zagrzał długo miejsca i latem przeszedł do występującego w tej samej klasie rozgrywkowej Manchesteru City. W 1965 został zawodnikiem drugoligowego Crystal Palace. W trakcie sezonu odszedł do trzecioligowego Peterborough United. W trakcie sezonu 1966/67 odszedł najpierw do czwartoligowego Luton Town, a kilka miesięcy później do występującego w tej samej klasie rozgrywkowej Stockport County. Ze Stockport awansował do trzeciej ligi w 1967. Karierę zakończył w 1970 w amatorskim Ancell’s.
| Sezon   | Klub                        | Kraj   | Rozgrywki      | Mecze | Bramki |
| ------- | --------------------------- | ------ | -------------- | ----- | ------ |
| 1952/53 | Bradford Park Avenue A.F.C. | Anglia | Division Three | 15    | 8      |
| 1953/54 | West Bromwich Albion F.C.   | Anglia | Division One   | 0     | 0      |
| 1954/55 | West Bromwich Albion F.C.   | Anglia | Division One   | 0     | 0      |
| 1955/56 | West Bromwich Albion F.C.   | Anglia | Division One   | 7     | 4      |
| 1956/57 | West Bromwich Albion F.C.   | Anglia | Division One   | 35    | 16     |
| 1957/58 | West Bromwich Albion F.C.   | Anglia | Division One   | 38    | 19     |
| 1958/59 | West Bromwich Albion F.C.   | Anglia | Division One   | 41    | 27     |
| 1959/60 | West Bromwich Albion F.C.   | Anglia | Division One   | 42    | 26     |
| 1960/61 | West Bromwich Albion F.C.   | Anglia | Division One   | 32    | 18     |
| 1961/62 | West Bromwich Albion F.C.   | Anglia | Division One   | 42    | 33     |
| 1962/63 | West Bromwich Albion F.C.   | Anglia | Division One   | 25    | 14     |
| 1962/63 | Chelsea F.C.                | Anglia | Division Two   | 7     | 1      |
| 1963/64 | Manchester City             | Anglia | Division Two   | 40    | 30     |
| 1964/65 | Manchester City             | Anglia | Division Two   | 27    | 18     |
| 1965/66 | Crystal Palace F.C.         | Anglia | Division Two   | 21    | 5      |
| 1965/66 | Peterborough United F.C.    | Anglia | Division Three | 13    | 2      |
| 1966/67 | Peterborough United F.C.    | Anglia | Division Three | 4     | 0      |
| 1966/67 | Luton Town F.C.             | Anglia | Division Four  | 11    | 4      |
| 1966/67 | Stockport County F.C.       | Anglia | Division Four  | 15    | 3      |
| 1967/68 | Stockport County F.C.       | Anglia | Division Three | 25    | 7      |

## Kariera reprezentacyjna
W reprezentacji Anglii Kevan zadebiutował w 6 kwietnia 1957 w wygranym 2-1 meczu British Home Championship ze Szkocją, w którym w 64 min. zdobył wyrównującą bramkę.
W 1958 Kevan uczestniczył w mistrzostwach świata. Na turnieju w Szwecji wystąpił we wszystkich czterech meczach: z ZSRR (bramka w 65 min.), Brazylią, Austrią (bramka w 74 min.) i barażu z ZSRR. Ostatni raz w reprezentacji wystąpił 10 maja 1961 w wygranym 8-0 towarzyskim meczu z Meksykiem. W 1962 Kevan po raz drugi uczestniczył w mistrzostwach świata. Na turnieju w Chile był rezerwowym i nie wystąpił w żadnym meczu. Ogółem w reprezentacji rozegrał 14 spotkań, w których zdobył 8 bramek.
| Mecze i gole w reprezentacji | Mecze i gole w reprezentacji | Mecze i gole w reprezentacji | Mecze i gole w reprezentacji | Mecze i gole w reprezentacji | Mecze i gole w reprezentacji | Mecze i gole w reprezentacji |
| #                            | Data                         | Miasto                       | Przeciwnik                   | Gol                          | Wynik                        |                              |
| ---------------------------- | ---------------------------- | ---------------------------- | ---------------------------- | ---------------------------- | ---------------------------- | ---------------------------- |
| 1.                           | 06.04.1957                   | Londyn                       | Szkocja                      | Gol                          | 2:1                          | British Home Championship    |
| 2.                           | 19.10.1957                   | Cardiff                      | Walia                        |                              | 4:0                          | British Home Championship    |
| 3.                           | 06.11.1957                   | Londyn                       | Irlandia Północna            |                              | 2:3                          | British Home Championship    |
| 4.                           | 19.04.1958                   | Glasgow                      | Szkocja                      | Gol · Gol                    | 4:0                          | British Home Championship    |
| 5.                           | 07.05.1958                   | Londyn                       | Portugalia                   |                              | 2:1                          | towarzyski                   |
| 6.                           | 11.05.1958                   | Belgrad                      | Jugosławia                   |                              | 0:5                          | towarzyski                   |
| 7.                           | 18.05.1958                   | Moskwa                       | ZSRR                         | Gol                          | 1:1                          | towarzyski                   |
| 8.                           | 08.06.1958                   | Göteborg                     | ZSRR                         | Gol                          | 2:2                          | Mistrzostwa Świata 1958      |
| 9.                           | 11.06.1958                   | Göteborg                     | Brazylia                     |                              | 0:0                          | Mistrzostwa Świata 1958      |
| 10.                          | 15.06.1958                   | Borås                        | Austria                      | Gol                          | 2:2                          | Mistrzostwa Świata 1958      |
| 11.                          | 17.06.1958                   | Göteborg                     | ZSRR                         |                              | 0:1                          | Mistrzostwa Świata 1958      |
| 12.                          | 24.05.1959                   | Meksyk                       | Meksyk                       | Gol                          | 1:2                          | towarzyski                   |
| 13.                          | 28.05.1959                   | Los Angeles                  | Stany Zjednoczone            | Gol                          | 8:1                          | towarzyski                   |
| 14.                          | 10.05.1961                   | Londyn                       | Meksyk                       |                              | 8:0                          | towarzyski                   |